# Coteau du Pseautier (Chartèves)
Le coteau du Pseautier est un coteau situé sur la commune de Chartèves, dans la vallée de la Marne, qui fait l'objet d'un conflit sur la question de son usage entre conservation de la nature et viticulture, depuis la fin des années 1980. Le coteau couvre une superficie d'environ 46 hectares, dont 36 ha font l'objet d'un classement en zone A.O.C Champagne. 18 ha du coteau ont été classés comme réserve naturelle volontaire en 2001, ce classement a pris fin en 2008.

## Géographie

### Localisation
Administrativement, le coteau Pseautier est localisé sur la commune de Chartèves, dans le département de l'Aisne, en rive droite de la Marne.

### Description
La réserve naturelle volontaire comprenait un ensemble de parcelles dispersées sans cohérence spatiale.
Une zone d'une surface de 36 ha fait partie du périmètre de l'appellation viticole Champagne, sur le coteau .
Dans l'espace contigüe, on trouve des pelouses calcaires et un bois, propriété de la commune de Chartève, géré par le Conservatoire d'espaces naturels des Hauts-de-France.

## Histoire du site et de la réserve
Le coteau du Pseautier, situé sur le territoire de la commune de Chartèves, a été classé en zone d'appellation d'origine contrôlée Champagne par la loi du 22 juillet 1927.
Depuis le début des années 1980, la commune de Chartèves est agitée par un conflit entre viticulteurs et protecteurs  de la nature, concernant le devenir du coteau du Pseautier. En effet ce site est, pour les associations, une zone à protéger du fait de sa richesse écologique tandis que pour les viticulteurs son classement dans le périmètre de l'AOC champagne promet des gains financiers important s'il était exploité. Une association est créée en 1983, pour défendre ce coteau : "Chartèves protégeons notre environnement", l'association est inscrite au journal officiel le 6 novembre 1988.
Un protocole d'accord a été signé le 25 janvier 1995 par le préfet de l'Aisne, le maire de la commune de Chartèves, les présidents d'associations écologistes locales ainsi que les représentants des viticulteurs en vue de créer une réserve naturelle volontaire (RNV) sur une partie du coteau de Chartèves (25 %), lequel abrite plusieurs espèces animales et végétales protégées.
La réserve naturelle volontaire a finalement été créée en 2001.
La loi « démocratie de proximité » du 27 février 2002 transforme les RNV en réserves naturelles régionales (RNR), ce qui est le cas pour le site de Chartèves. Ce nouveau classement cours jusqu'à la fin de l'agrément initial comme RNV, soit jusqu'en 2008. Et finalement, en 2008, le conseil régional choisit de ne pas prolonger le classement de cette réserve, sur la base d'un avis du conseil scientifique régional du patrimoine naturel qui estime notamment que les surfaces prévues sont insuffisantes pour assurer la protection des espèces présentes.
En 2009, le préfet de l'Aisne crée un comité de pilotage pour une étude de demande de dérogation à l'interdiction de destruction d'espèces protégées.
En février 2015, 29 viticulteurs ont attaqué l’État pour réclamer des dommages et intérêts, pour ne pas leur avoir donné l'autorisation de cultiver le coteau. Ils ont été déboutés par la justice.
Toujours, en 2015, le préfet de l'Aisne a proposé une répartition du coteau entre 50% de réserve naturelle et 50% de vignes. Cet accord n'est accepté par aucune des parties, ni les viticulteurs, ni les associations de protection de la nature, ni la mairie.
En 2019, le comité interprofessionnel des vins de Champagne (CIVC) entame une procédure pour un projet de replantation viticole du coteau Pseautier. Une consultation du public par voie électronique est organisée du 30 mai au 13 juin 2020, dans le cadre de la demande de dérogation à l'interdiction d'atteinte aux espèces protégées. Cette nouvelle démarche des viticulteurs provoque l'ire de la mairie et des associations de protection de la nature. La plantation de vignes est finalement autorisée sur 24,62 ha, par un arrêté du préfet de l'Aisne, le 10 juillet 2020.
Le 9 novembre 2020, le tribunal administratif d'Amiens suspend l'arrêté préfectoral, après un recours de plusieurs associations, entre autres Générations futures.
Le 16 mars 2022, un accord est signé, actant une répartition entre 18,4 ha de réserve naturelle régionale et 27,6 ha de vignes en agriculture biologique,. Dans le schéma proposé, la majeure partie de la réserve se situe en dehors du périmètre de l'AOC.
En janvier 2025, ni réserve naturelle régionale, ni APPB (un temps évoqué) ne protège le coteau de Chartèves.

## Écologie

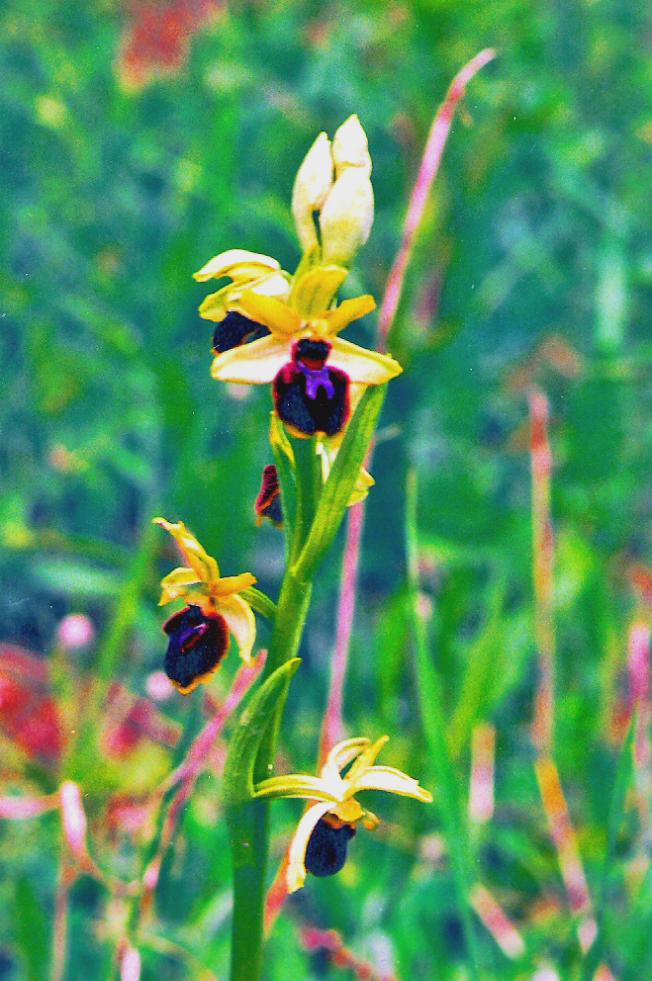
Ophrys sphegodes, sur les coteaux de Chartèves (de J. RAFFIN).

Le coteau de Chartèves est un site dont la biodiversité est particulièrement riche : 36 espèces protégées y sont présentes (faune et flore confondues). Parmi les espèces végétales des pelouses calcaires, on y trouve l’Inule à feuilles de saule, l’ophrys araignée et l’Anémone sauvage. Les différents inventaires menés au cours du temps y ont recensé une faune variée comprenant des espèces comme la Salamandre tachetée, le Lézard vert, la Coronelle lisse, de nombreux oiseaux, tels que la Pie-grièche écorcheur, le Bruant zizi ou le Torcol fourmilier. L'inventaire de Rainette de 2017 relève la présence de 22 espèces d'oiseaux nicheuses.
Le coteau fait partie d'une ZNIEFF qui porte sur un territoire beaucoup plus étendu.